# اللغة التيلوغوية
لغة تيلوغو (తెలుగు) هي من اللغات الدرافيدية، تستخدم بشكل أساسي في ولاية آندهرا برديش في جنوب الهند، وتعدّ هناك لغة رسمية. وهي اللغة الدرافيدية التي لها أكبر عدد من الناطقين سواء كلغة أم أو من يجيدونها بدرجة أقل، وثاني أكثر لغة استخداماً في الهند بعد اللغة الهندوستانية (الهندية/الأردية). وهي أيضاً من بين اللغات الثلاث والعشرين الرسمية في الهند. كما تستخدم من قبل أقليات في الولايات المتحدة، ماليزيا، موريشيوس، جنوب أفريقيا، فيجي، لا ريونيون، ترينيداد، والمملكة المتحدة. تلقب اللغة بـ «إيطالية الشرق» بسبب انتهاء الكلمات بحروف العلة.